# Breitensee (Herbstadt)

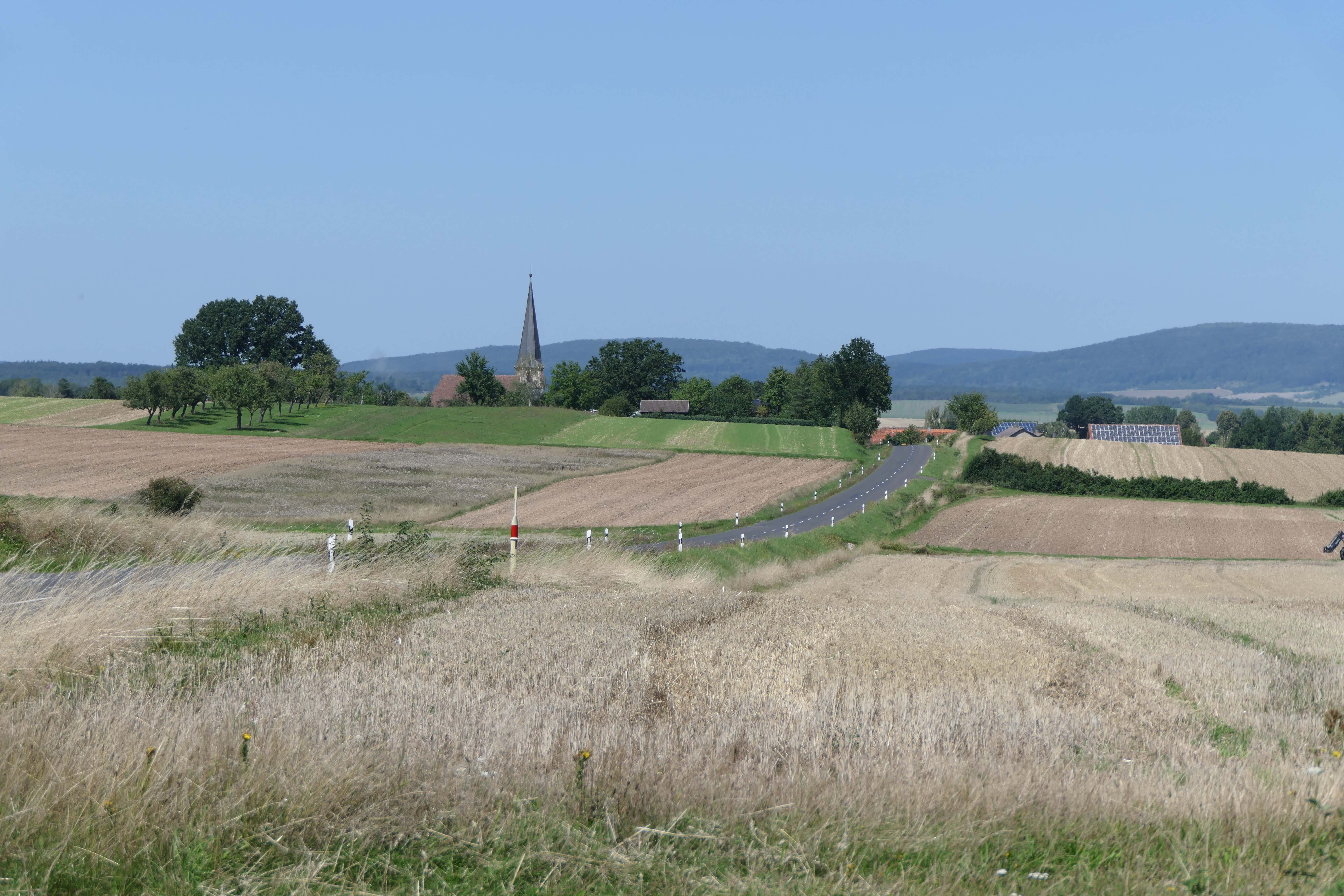
Breitensee von Süden

 Breitensee  ist ein Gemeindeteil der Gemeinde Herbstadt im unterfränkischen Landkreis Rhön-Grabfeld in Bayern.

## Geografie
Das Kirchdorf liegt im unterfränkischen Teil des Grabfelds direkt an der Grenze zu Thüringen.

## Geschichte
Der Ortsname bedeutet Siedlung an einem breiten See. 1317 wurde Breitensee in einem Urbar der Grafen von Henneberg erwähnt, welches den Umfang und die Rechte der neuen hennebergischen Besitzungen (Pflege Coburg) erfasste. Nach dem Tod des Sohnes von Graf Berthold VII. von Henneberg-Schleusingen, dem Grafen Heinrich VIII., kam es im Jahre 1347 zu einer Erbteilung zwischen der Witwe und dem Bruder des Grafen. Als Teil der „Neuen Herrschaft Henneberg“ (Pflege Coburg) kam der Ort an die Grafenwitwe, deren Anteil nach ihrem Tod 1353 endgültig unter drei Töchtern aufgeteilt wurde.
Die älteste Tochter Elisabeth erbte dabei die unterfränkischen Lande. Elisabeths Mann, Graf Eberhard II. von Württemberg (Eberhard der Greiner) verkaufte diesen Erbteil an das Hochstift Würzburg, wodurch Breitensee seitdem zum Amt Königshofen gehörte. 1360 hatte das Hochstift Würzburg Liegenschaften in Breitensee.
1588 erwarb der Bruder des Würzburger Fürstbischofs Julius Echter von Mespelbrunn, Valentin, das in der Reformationszeit evangelisch gewordene Henneberger Rittergut Breitensee und baute es zu einem „Bollwerk gegen den thüringischen Protestantismus“ aus. Er ließ ein viertürmiges prächtiges Renaissance-Schloss errichten, das 1835/38 abgebrochen wurde. Im Folgejahr erhielt der Ort eine neue Pfarrkirche und wurde Sitz einer katholischen Pfarrei. 1601 wurde auf Veranlassung Julius Echters in der Breitenseer Schlosskapelle der erste Christbaum in der Region aufgestellt. 1648 erlebten nur 90 der 300 Einwohner das Ende des Dreißigjährigen Krieges in der Gemeinde.
1803 wurde der Ort zugunsten Bayerns säkularisiert, dann im Frieden von Preßburg 1805 Erzherzog Ferdinand von Toskana zur Bildung des Großherzogtums Würzburg überlassen, mit welchem es 1814 endgültig an Bayern fiel. Im Zuge der Verwaltungsreformen in Bayern entstand mit dem Gemeindeedikt von 1818 die heutige Gemeinde.
Am 1. Januar 1978 wurde Breitensee in die Gemeinde Herbstadt eingegliedert.

## Kultur und Sehenswürdigkeiten

### Religionen
Breitensee ist seit 1598 Sitz einer katholischen Pfarrei. Die im gleichen Jahr erbaute Pfarrkirche entstand aus den Resten eines gotischen Vorgängerbaus. Sie ist dem heiligen Michael geweiht.
Diese Kirche ist eines der wenigen im Ursprung erhaltenen Zeugnisse der „Echter-Gotik“. Besondere Erwähnung verdient der 1597/98 erstellte Hochaltar sowie das Orgelprospekt aus der Erbauungszeit – eines der ältesten in Unterfranken. 1995 wurde die Kirche wieder weitgehend in ihren Originalzustand versetzt.

### Brauchtum
Nur noch in Breitensee ist im Königshöfer Grabfeld ein althennebergischer Brauch anzutreffen: der Umgang des Christkindes mit Gefolge am Heiligen Abend. Nach Einbruch der Dunkelheit besucht es jedes Haus in der kleinen Gemeinde, um die Kinder zu bescheren.

### Baudenkmäler
→ Liste der Baudenkmäler in Herbstadt
1966 wurde in Breitensee die erste deutsche Grenzinformationsstelle eingerichtet. Eindrucksvoll wurde der Schrecken der nahen innerdeutschen Grenze dargestellt, die das Dorf bis zur Wiedervereinigung 1990 von drei Seiten umschloss.